# Gustaf Sandström
Gustaf Sandström (i riksdagen kallad Sandström i Gävle), född 11 mars 1865 i Högsby, död 3 maj 1930 i Stockholm, var en svensk advokat och politiker (liberal), justitieminister 1911–1914. Han var bror till riksdagsmannen Nils Sandström.
Gustaf Sandström, som var son till en apotekare, blev juris utriusque kandidat vid Uppsala universitet 1890. Efter några års tjänstgöring i domstol var han därefter advokat i Gävle 1894–1911 samt i Stockholm från 1914. Han anlitades också för flera statliga utredningar, bland annat som ordförande för den kommission som efter det bolsjevikiska maktövertagandet arbetade i tre år (1919–1922) med att klarlägga svenska medborgares tillgodohavanden i Ryssland.
Sandström var politiskt aktiv i den liberala rörelsen och var 1902–1911 vice ordförande i Gävleavdelningen av Frisinnade landsföreningen. Han var även riksdagsledamot i andra kammaren för Gävle valkrets 1909–1911 och tillhörde då Frisinnade landsföreningens riksdagsparti Liberala samlingspartiet. Han var bland annat ordförande i 1909 års tillfälliga utskott samt ledamot av arbetsavtalsutskottet 1910 och 1911. Det sätt som det tillfälliga utskottet skaffat sig vissa upplysningar gav anledning till den på sin tid uppmärksammade konflikten mellan dåvarande Lindmanska ministären och andra kammaren om rätta tillämpningen av § 46 riksdagsordningen, och det var Sandströms interpellation i frågan, som gav uppslaget till den uppseendeväckande hetsiga interpellationsdebatten den 17 mars 1909. Åren 1911–1914 var han justitieminister i Karl Staaffs andra ministär.
Gustaf Sandström var från 1902 till sin död gift med Calla Bergström (1876–1958). Makarna är begravda på Norra begravningsplatsen utanför Stockholm.